# Rittershoffen
Rittershoffen (en alsacià Ritterschoffe) és un municipi francès, situat a la regió del Gran Est, al departament del Baix Rin. L'any 1999 tenia 897 habitants.
Forma part del cantó de Wissembourg, del districte de Haguenau-Wissembourg i de la Comunitat de comunes de l'Outre-Forêt.

## Demografia
| 1962 | 1968 | 1975 | 1982 | 1990 | 1999 |
| ---- | ---- | ---- | ---- | ---- | ---- |
| 827  | 854  | 834  | 817  | 825  | 897  |

## Administració
| Període   | Identitat    | Partit |
| --------- | ------------ | ------ |
| 1989-2008 | Manfred Rott |        |
| 2008-     | Daniel Pflug |        |